# Гринберг, Борис Яковлевич
Борис Яковлевич Гринберг — первый директор Новосибирского сельскохозяйственного института с апреля 1936 года по июнь 1937 года. В 1938 году расстрелян органами НКВД.

## Биография
Родился в городе Одесса, был военным следователем в политическом отделе армии, членом военных трибуналов округа, в окружных судах Украины, Наркомюсте Украинской ССР. Член РКП(б) с 1920 года. 
Учился в Институте красной профессуры, со второго курса был отозван и назначен начальником политотдела Локтевского зерного совхоза.
26 января—10 февраля 1934 года делегат XVII съезда ВКП(б) с решающим голосом от Западно-Сибирской партийной организации.
В апреле 1936 г. назначен директором Новосибирского сельскохозяйственного института. Под его руководством организованы кафедры физики, химии, математики, ботаники, анатомии и политэкономии, комплектовался преподавательский и обслуживающий состав, создавалась материально-техническая база, проводился первый набор студентов.
К началу 1937—1938 учебного года в составе института были кафедры военного дела, иностранных языков, генетики, механизации, химии, физики, высшей математики, ботаники, зоологии, почвоведения, кормодобывания, физкультуры, анатомии сельскохозяйственных животных, социально-экономических дисциплин, почвоведения, кормодобывания, физкультуры.
В июне 1938 года Борис Яковлевич был репрессирован органами НКВД, дал показания о подрывной работе, проводимой лично и другими участниками заговора, о вербовке им в антисоветский заговор по Ленинграду. Был расстрелян. Реабилитирован определением Военной коллегии Верховного суда СССР.